# Pseudione magna
Pseudione magna är en kräftdjursart som beskrevs av Sueo M. Shiino 1951. Pseudione magna ingår i släktet Pseudione och familjen Bopyridae. Inga underarter finns listade i Catalogue of Life.